# Chwitsa Polichronidis
Chwitsa Polichronidis (gr. Χβίτσα Πολυχρονίδης; ur. 17 lutego 1971) – grecki zapaśnik walczący w stylu wolnym. Olimpijczyk z Sydney 2000, gdzie zajął dziesiąte miejsce w kategorii 58 kg.
Dwukrotny uczestnik mistrzostw świata; jedenasty w 1994. Dwunasty na mistrzostwach Europy w 1997 roku.
- Turniej w Sydney 2000

Pokonał Abiła Ibragimowa z Kazachstanu i przegrał z Amerykaninem Terrym Brandsem.